# Cserhátsurány

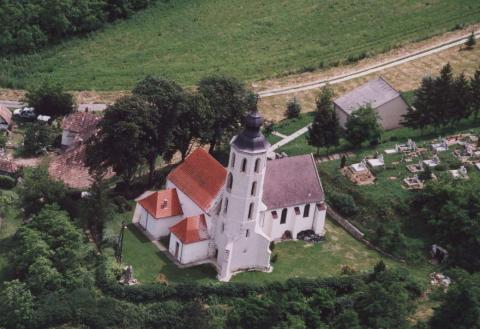
Kościół w Cserhátsurány - zdjęcie lotnicze

Cserhátsurány – wieś i gmina w północnej części Węgier, w pobliżu miasta Balassagyarmat. Miejscowość leży na obszarze Średniogórza Północnowęgierskiego, w pobliżu granicy ze Słowacją. Administracyjnie osada należy do powiatu Balassagyarmat, wchodzącego w skład komitatu Nógrád.
Gmina Cserhátsurány liczy 857 mieszkańców (2009) i zajmuje obszar 18,8 km².